# Premium Calcio
Premium Calcio è stata una serie di canali televisivi editi dalla testata Premium Sport di Mediaset e distribuiti per la piattaforma a pagamento di Mediaset Premium dedicati alla trasmissione di contenuti calcistici.
I canali facevano parte dell'offerta chiamata Calcio&Sport assieme ai canali dedicati agli eventi sportivi (Premium Sport ed Eurosport) ed erano diffusi via digitale terrestre e in diretta streaming su Premium Play e Premium Online.

## Storia
Fino al 7 gennaio 2008, il calcio rappresentava l'offerta principale se non l'unica. I contenuti di Mediaset Premium erano offerti in pay per view su sette canali denominati Mediaset Premium, con numerazione da 1 a 7. L'offerta era partita con l'inizio del girone di ritorno della Serie A 2004-2005 e vedeva la trasmissione (in esclusiva per la televisione terrestre) degli incontri casalinghi di 8 squadre, tra cui Juventus, Milan ed Inter. La singola partita era acquistabile al costo di 3 euro e la maggior parte degli incontri erano trasmessi in diretta (le differite erano programmate solo quando il numero di partite giocate in contemporanea supera la capacità trasmissiva della pay per view). Concorrente era l'offerta di Cartapiù, con la quale, nella stagione 2005-2006 arrivò a coprire l'intero campionato sul digitale terrestre.
Dal 2006 l'offerta si arricchisce ulteriormente con la UEFA Champions League, trasmessa fino al 2014 in contemporanea con Sky Italia, e la Serie B, limitatamente alle gare di Juventus, Napoli e Genoa per la stagione 2006-2007. In occasione della finale di Champions del 2007, venne offerta per la prima volta la possibilità di avere una telecronaca "faziosa". Dal 2007 iniziò ad essere trasmessa anche la Coppa del mondo per club FIFA.
Con la trasformazione di Mediaset Premium da pay per view a piattaforma televisiva disponibile in abbonamento, il 7 gennaio 2008 nasce il pacchetto Premium Calcio (al quale si affianca nei medesimi giorni Premium Gallery per il cinema e le serie tv). L'offerta viene riformulata sempre in pay per view e i canali assunsero la denominazione Premium Calcio 1-7.
Dall'estate del 2008, con l'inizio della nuova stagione, i canali (all'epoca unico pacchetto) entrano a far parte come pacchetto autonomo anche in abbonamento, eccetto alcuni eventi visibili esclusivamente in pay per view. Dal 1º luglio viene nuovamente rimodificata l'offerta; viene aperto il canale principale lineare chiamato Premium Calcio 24 e i restanti fanno posto ai canali Diretta Calcio 1-6. Dal 2009 Mediaset Premium propone anche la UEFA Europa League e la Supercoppa UEFA (in contemporanea con Sky Italia).
Il 17 agosto 2009, in concomitanza col Trofeo Berlusconi 2009, viene attivato anche il canale Premium Calcio HD per consentire la trasmissione delle partite più importanti anche in alta definizione. Dal 22 agosto il canale lineare Premium Calcio 24 diventa semplicemente Premium Calcio ed i sei canali Diretta Calcio ritornano alle denominazioni originarie Premium Calcio. Sempre dal 2009 nel pacchetto viene inserito anche il canale non calcistico Premium MotoGP, dedicato al Motomondiale. Dal 24 agosto 2010 si aggiunge alla lista il secondo canale in alta definizione, Premium Calcio HD 2, mentre il primo venne rinominato Premium Calcio HD 1.
Il 31 marzo 2011 Premium acquista anche i diritti della Serie B 2010-2011 fino a fine stagione che erano di Dahlia TV chiusa per fallimento il 25 febbraio. La prima partita andata in onda il 1º aprile  è stata Torino-Grosseto. Fino al 15 le partite erano disponibili gratuitamente, per gli abbonati al pacchetto Calcio.
Il 1º luglio i tre canali chiudono e le partite di Serie B vanno in onda sui canali Premium Calcio fino all'estate 2015, dove a partire dalla stagione 2012-2013 con la nascita della piattaforma Serie B TV, verranno ridotte ad un solo anticipo e un posticipo.
Dal 17 novembre torna il canale Premium Calcio 7 in sostituzione di Premium MotoGP.
Il 22 maggio 2015 Mediaset compra i diritti esclusivi del "pacchetto c" per la trasmissione della Serie A nel triennio 2015-2018 che includono le immagini del prepartita dagli spogliatoi.
Dal 1º luglio, a seguito della nascita di Premium Sport, Premium Calcio torna a trasmettere solo ed esclusivamente contenuti calcistici.
Il 20 viene annunciato l'acquisto dei diritti televisivi della Ligue 1, della Coupe de la Ligue e della Scottish Premiership.
Il 14 settembre Mediaset acquista i diritti esclusivi della UEFA Youth League, la champions league dei giovani della primavera.
L'8 febbraio 2016 il canale lineare Premium Calcio si trasforma in Premium Sport 2.
Il 1º giugno 2018 chiudono i canali in alta definizione.
Il 1º agosto chiudono tutti i canali Premium Calcio.

## Loghi

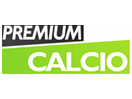
7 gennaio 2008 - 8 maggio 2009
8 maggio 2009 - 1º agosto 2018

## Contenuti offerti
| Competizione                | Anno                 |
| --------------------------- | -------------------- |
| Serie A                     | 2004-2018            |
| Serie B                     | 2011-2015            |
| UEFA Champions League       | 2006-2014; 2015-2018 |
| UEFA Europa League          | 2009-2015            |
| UEFA Youth League           | 2015-2018            |
| Ligue 1 e Coupe de la Ligue | 2015-2018            |
| Scottish Premiership        | 2015-2018            |
| Superliga Argentina         | 2016-2018            |

## Telecronisti, inviati e opinionisti

### Telecronisti e inviati
- Bruno Longhi
- Sandro Piccinini
- Pierluigi Pardo
- Massimo Callegari
- Fabrizio Ferrero
- Giampaolo Gherarducci
- Federico Mastria
- Simone Malagutti
- Enrico De Santis
- Roberto Ciarapica
- Irma D'Alessandro
- Monica Vanali
- Francesca Benvenuti
- Marco Cherubini
- Alessio Conti
- Dario Donato
- Claudio Raimondi
- Angiolo Radice
- Marco Barzaghi

### Principali telecronisti e inviati che hanno lasciato il canale prima della sua chiusura
- Marco Foroni
- Nando Sanvito
- Francesco Vecchi

### Telecronisti tifosi
- Raffaele Auriemma (Napoli)
- Guido De Angelis (Lazio)
- Andrea Bonino e Paolo Brosio (2007-2009); Claudio Zuliani (2009-2016); Antonio Paolino (2016-2019) (Juventus)
- Carlo Pellegatti (Milan)
- Christian Recalcati (Inter)
- Carlo Zampa (Roma)

### Opinionisti principali
- Andrea Agostinelli
- Federico Balzaretti
- Mauro Bergonzi
- Giancarlo Camolese
- Graziano Cesari
- Bernardo Corradi
- Roberto Cravero
- Andrea De Marco
- Antonio Di Gennaro
- Ciro Ferrara
- Stefano Fiore
- Giovanni Galli
- Francesco Graziani
- Alessandro Lucarelli
- Daniele Massaro
- Sebastiano Nela
- Fernando Orsi
- Massimo Paganin
- Maurizio Pistocchi
- Paolo Rossi
- Arrigo Sacchi
- Aldo Serena
- Alessio Tacchinardi
- Gianluca Zambrotta